# رق (جنس)
الرِّقّ جنس من سلاحف المياه العذبة الموجودة في أمريكة الجنوبية. جميع أنواعه مفترسة طولها يراوح من المتر إلى المترين. رؤوسها مفلطحة. أعناقها مستطيلة سفنية الجلد. وهي من السلاحف الدجوية التي تسرح في الليل.